# Anthurium idmense
Anthurium idmense är en kallaväxtart som beskrevs av Kurt Krause. Anthurium idmense ingår i släktet Anthurium och familjen kallaväxter. Inga underarter finns listade.